# Nhamundá (gemeente)
Nhamundá is een gemeente in de Braziliaanse deelstaat Amazonas. De gemeente telt 18.474 inwoners (schatting 2009).